# Diaspora turque en France

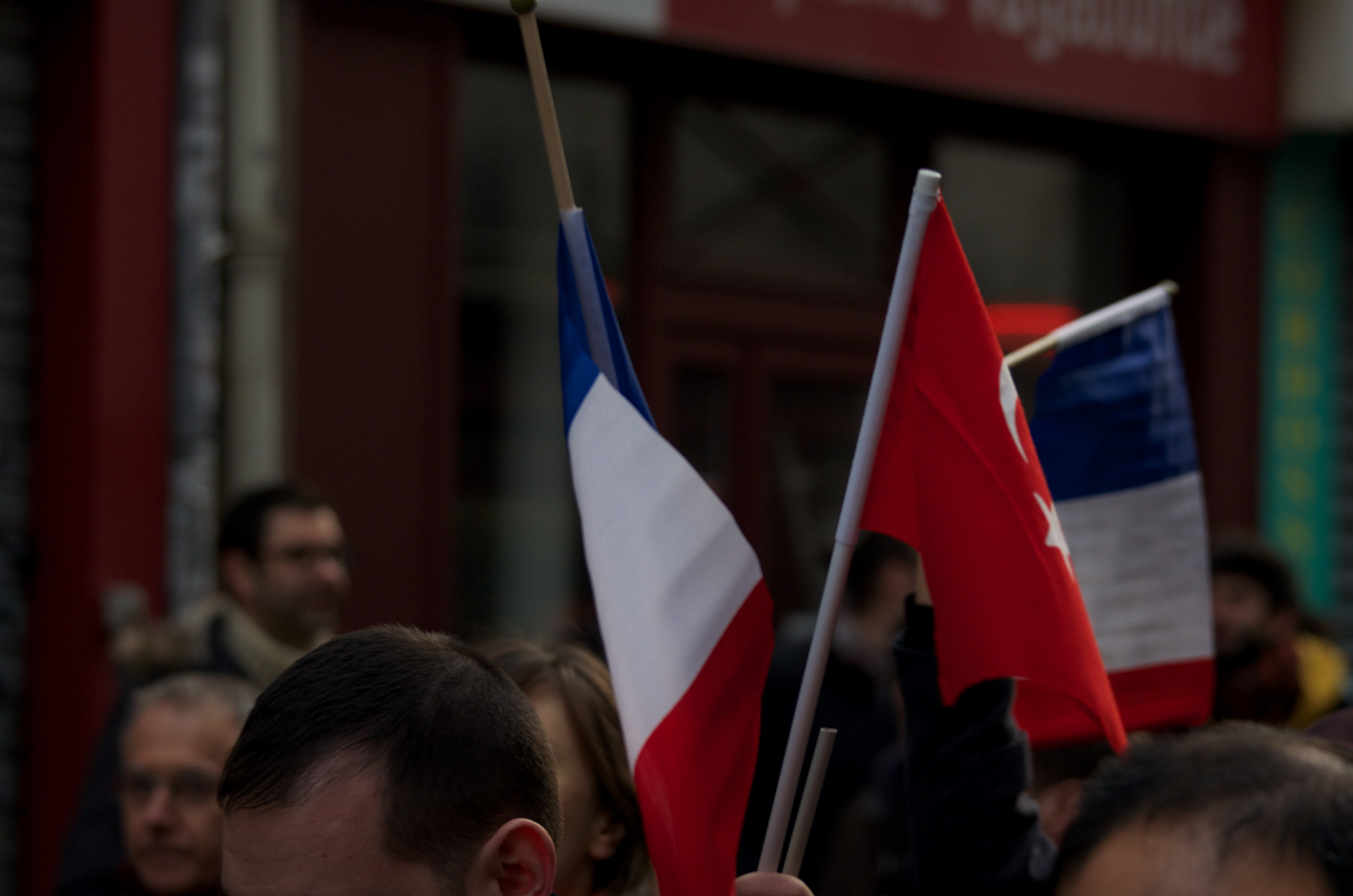
Drapeaux français et turc lors d'une marche à Paris (janvier 2015) de soutien aux victimes de l’attentat contre Charlie Hebdo.

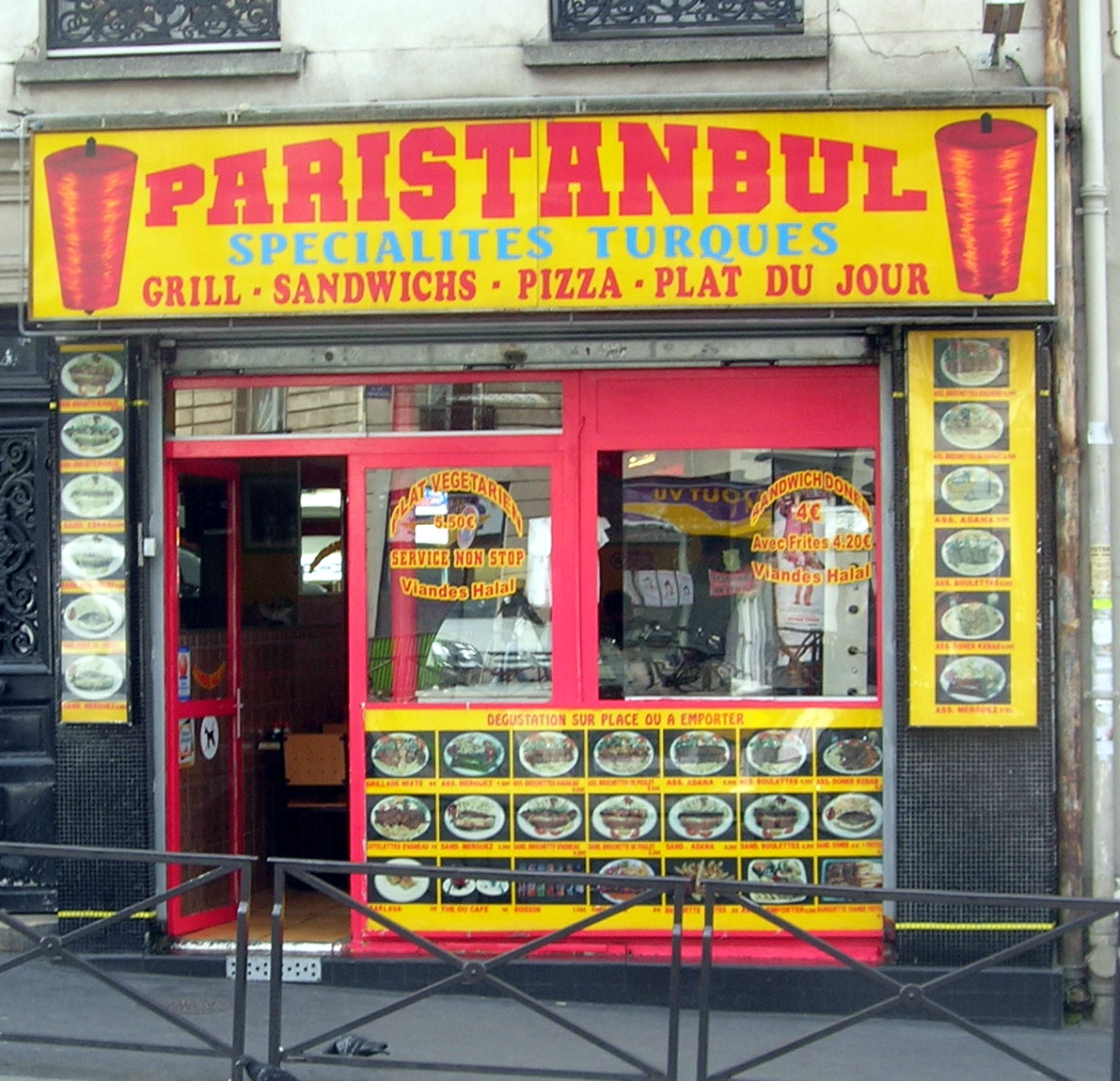
« Paristanbul », un restaurant turc à Paris, sis rue du Chemin-Vert.

La diaspora turque en France comprend les immigrés et descendants d'immigrés venus de Turquie.

## Histoire de l'immigration turque en France

### Début de l'immigration turque en France
L’immigration turque en France débute au milieu des années 1960, lorsque la France et la Turquie signent, le 8 avril 1965 à Ankara, un accord bilatéral relatif au recrutement de travailleurs turcs à destination de la France. Cet accord, connu sous le nom de « convention de main-d’œuvre entre la France et la Turquie », est publié dans le Journal officiel de la République française en date du 15 juin 1965, à travers le décret no 65-447 du 10 juin 1965. L'Agence pour l'Emploi en Turquie est notamment sollicitée par les fonderies française à la recherche d'une main-d'œuvre pour les postes les plus pénibles : grenaillage, meulage ou ébarbage.
Au départ, cette immigration s'opère donc deux manières : les Turcs viennent en France, non par choix mais par défaut, pour travailler et finalement retourner dans leur pays, ou rejoindre l’Allemagne à terme, et en France plus spécifiquement car l’Allemagne cesse la politique du « gastarbeit », c’est-à-dire de l’importation de main-d’œuvre étrangère, à cause d’une récession économique.

### Développement de l'immigration turque en France
Elle se développe dans les années 1970 par la voie du regroupement familial et des demandes d’asile, liées au contexte de crise en Turquie autour des affrontements entre militants de gauche et militants nationalistes. Cette crise politique se répercute évidemment sur l’économie du pays. En 1974, la France cesse à son tour l’importation de travailleurs étrangers, en raison des chocs pétroliers et des difficultés économiques éprouvées.
Mais à la suite du coup d’État du 12 septembre 1980, la crise en Turquie s’accentue et de nouveaux immigrants turcs arrivent sur le sol français. Dans les années 1990, au milieu d’une guerre entre le Parti des travailleurs du Kurdistan (PKK) et l’armée turque au sujet de la création d’un État kurde indépendant, des villages kurdes sont détruits, et de nombreux Kurdes décident de se réfugier en France notamment. À côté de ces moyens légaux, c’est-à-dire le séjour de travailleurs turcs (souvent dans le cadre d'entreprises de BTP), le regroupement familial et l’asile, il existe aussi une immigration clandestine, parfois cachée derrière des intentions touristiques, dont l’ampleur est néanmoins inconnue.

### Caractéristiques de l'immigration turque en France
L'immigration turque en France comporte plusieurs particularités qui ne sont néanmoins pas exclusives. Il s'agit d'abord d'une immigration tardive par rapport aux autres, et plus précisément, de la dernière immigration officielle des Trente Glorieuses avec l'immigration asiatique et l'immigration de l'Afrique noire. Ainsi, il est question d'une immigration récente qui est toujours en développement.
Ensuite, les immigrés turcs sont tous musulmans sauf exceptions marginales : soit de la branche sunnite de l'islam, majoritaire en Turquie, soit de l'alévisme, une religion syncrétique qui s'apparente au chiisme et dont les membres sont depuis plusieurs siècles opprimés en Anatolie pour leur prétendue hérésie. Par ailleurs, l'immigration turque se distingue notamment de l'immigration maghrébine par l'absence de liens historiques forts, et plus particulièrement de liens historiques liés à la colonisation, entre la Turquie et la France, et se manifestant par des difficultés en langue et des écarts culturels pour les immigrés turcs.
Selon Stéphane de Tapia, chercheur français en études turques, la diaspora turque en France est originaire de « zones rurales, souvent très conservatrices ». Ce qui expliquerait par exemple la « forte adhésion au président Erdoğan » durant le référendum constitutionnel turc de 2017. L'universitaire Mehmet-Ali Akinci, professeur à l'université Rouen-Normandie, complète cette analyse en indiquant que l'identité de la diaspora turque est « construite autour de valeurs telles que la religion, le nationalisme (turcité) et l'attachement nostalgique au pays (gurbet) ».
À l'automne 2020, dans le contexte de la guerre au Haut-Karabagh, les tensions entre communautés arménienne et turques s'intensifient. En réaction au blocage d'un péage d'autoroute par des manifestants pro-arméniens, des expéditions punitives sont menées par des activistes turcs armés à Décines-Charpieu, aux cris de « Allahou Akbar ! ». Des graffitis sont aussi tagués sur la façade du Centre national de la mémoire arménienne de la commune (« Loups gris ») et du mémorial du génocide (« Nique l'Arménie »). Par la suite, le gouvernement français dissout sur son territoire le mouvement paramilitaire des Loups gris, l'organisation de jeunesse d'un partenaire de coalition du président Erdogan en Turquie ; cette décision est critiquée par le ministère des Affaires étrangères turc. Elle ne risque cependant pas d'atténuer l'influence de l'AKP, le parti d'Erdogan, sur la diaspora, la Turquie contrôlant (légalement) de nombreuses mosquées sur le territoire français (320 sur 2600 lieux de culte, avec 151 imams turcs formés et payés par le Ditib),,.

## Démographie

### Statistiques générales
Le nombre de Turcs vivant en France n'est pas clair et varie selon les sources puisque la France ne reconnaît pas la double-nationalité franco-turque contrairement à la Turquie, et que par ailleurs, en France, les statistiques ethniques sont interdites. Selon l’INSEE, en 2013, le nombre de Turcs est de plus de 216 000 (dont environ 102 000 femmes), c’est-à-dire 5 % de l’ensemble des étrangers vivant en France,. Les consulats turcs de France, pour leur part, comptent un peu plus de 611 000 Turcs et Franco-Turcs en France, 800 000 en estimant le nombre de personnes en situation irrégulière venues de Turquie. Toujours selon ces consulats, la diaspora turque en France est essentiellement concentrée à Paris (environ 270 000), à Strasbourg (environ 135 000), à Lyon (environ 130 000) et à Marseille (environ 62 000). Lors de l'élection présidentielle turque de 2018, 330 000 ressortissants turcs étaient inscrits sur les listes de l'ambassade de Turquie en France.
En 2020, on compte au moins 1 000 000 Turcs d'origine, la moitié possédant la nationalité française. Il s'agit de la deuxième communauté turque d'Europe après celle de l'Allemagne,.

### Nombre de demandeurs d'asile depuis 2008
| Pays             | 2008  | 2009  | 2010  | 2011  | 2012  | 2013  | 2014  | 2015  | 2016   | 2017   |
| ---------------- | ----- | ----- | ----- | ----- | ----- | ----- | ----- | ----- | ------ | ------ |
| France           | NC    | 2 050 | 1 415 | 1 740 | 2 030 | 1 685 | 1 400 | 1 015 | 1 010  | 1 290  |
| Union européenne | 3 045 | 4 940 | 4 620 | 5 060 | 5 020 | 4 605 | 4 415 | 4 180 | 10 105 | 14 640 |

À partir de 2016, on remarque une augmentation significative du nombre de demandeurs d'asile turcs dans l'Union européenne et dans une moindre mesure en France, principalement à cause de la tentative de coup d'État de 2016 en Turquie et des purges qui l'ont suivi. Selon les données d'Eurostat, en 2017, la France est le troisième pays qui accueille le plus de demandeurs d'asile turcs avec 1 290 premiers demandeurs, après l'Allemagne (8 025) et la Grèce (1 820), et avant la Suède (825), la Suisse (770) et le Royaume-Uni (505).

## Caractéristiques

### Religion
Les Turcs de France sont essentiellement musulmans, dont 200 000 plus précisément sont alévis. Leur religiosité est forte (plus de 70 % accordent une place importante à la religion) puisqu'elle est perçue comme une résistance à l’assimilation culturelle. Cette protection de l'identité turque passe également par la fréquentation de nombreuses associations culturelles à caractère religieux dont notamment celles de la confrérie de Fethullah Gülen. Malgré cette religiosité importante, les Turcs de confession musulmane ne sont quasiment pas touchés par la radicalisation,.
| Confession    | Pourcentage |
| ------------- | ----------- |
| Sans religion | 6           |
| Chrétien      | 5           |
| Musulman      | 88          |
| Autre         | 1           |
| Total         | 100         |

## Préférences politiques
En 2023, sur les 64 millions de citoyens turcs inscrits sur les listes électorales, 3,4 millions votent à l’étranger. Parmi eux, 1,5 million – soit près de la moitié – se trouvent en Allemagne, plaçant ce pays loin devant la France (397 000 électeurs). 
Les personnes d'origine turque en France votent massivement pour le président sortant conservateur Recep Tayyip Erdoğan. Ainsi, près de 65 % des Turcs vivant en France ont voté pour le référendum constitutionnel d'Erdoğan en 2017. 
Au premier tour de l'élection présidentielle turque de 2023, 64 % de la diaspora turque en France vote pour Recep Tayyip Erdoğan, un pourcentage plus élevé que le vote en Turquie, Erdoğan n'obtenant au total que 49 % des voix. Dans le Puy-de-Dôme, les électeurs du département, le placent en tête avec plus de 91 % des voix, ce qui constitue un record en Europe.

## Turcs célèbres en France
- Fatih Atık, footballeur
- Sinan Özkan, footballeur
- Mevlüt Erdinç, footballeur
- Umut Bozok, footballeur
- Emre Akbaba, footballeur
- Serdar Gürler, footballeur
- Ece Ege, styliste, fondatrice de la marque de luxe Dice Kayek
- Anaïs Baydemir, présentatrice
- Münevver Andaç, écrivaine et traductrice
- Osman Aktas, boxeur
- Ergün Demir, acteur
- Cansel Elçin, acteur et réalisateur
- Kudsi Ergüner, musicien traditionnel
- Yılmaz Güney, écrivain, acteur, réalisateur
- Nedim Gürsel, écrivain
- Pınar Selek, écrivaine
- Uğur Hüküm, journaliste
- Tchéky Karyo, acteur, issu d'une famille juive séfarade
- Ömer Kavur, réalisateur, producteur et scénariste
- Ahmet Kaya, chanteur
- Dario Moreno, chanteur populaire et acteur
- Gökşin Sipahioğlu, journaliste et photographe, fondateur de l'agence Sipa
- Ghédalia Tazartès, musicien, issu d'une famille juive séfarade
- Alice Sapritch, actrice et chanteuse d'origine arménienne
- Semih Vaner, géopolitologue
- Stéphane Yerasimos, géopolitologue
- Ramize Erer, caricaturiste féministe exilée à Paris
- Deniz Gamze Ergüven, réalisatrice franco-turque

## Événements liés à la diaspora
Le 11 novembre 1984, à Châteaubriant en Loire-Atlantique, un terroriste xénophobe armé d'un fusil de chasse tue deux ouvriers turcs et en blesse cinq autres.
Le 31 mai 2025, un attentat visant des travailleurs étrangers tue un Tunisien et blesse un Turc.

## Œuvres sur l'immigration turque en France

### Films et documentaires
- Ma mère et mon père (Annem ve Babam), film documentaire réalisé par Müret Isitmez et sorti en 2015[23].
- Turcs en Normandie, film documentaire réalisé par Ali Badri et sorti en 2019[24].